# 古川麻耶
古川 麻耶（ふるかわ まや、1982年9月5日 - ）は、日本の元ファッションモデル。元セントラルジャパン所属。
岐阜県岐阜市出身。2004年10月から2005年4月まで『王様のブランチ』（TBS）にリポーターとして出演していたが、その後の活動状況は不明。
ブランチ在籍時はリポーターの先輩にあたる小川エリカに似ていると言われた。

## TV
- 王様のブランチ（TBS、2004年10月 - 2005年4月）
- ぐるぐるナインティナイン（日本テレビ、2005年3月4日）

## 雑誌
- JJ